# Ströbitz (Cottbus)

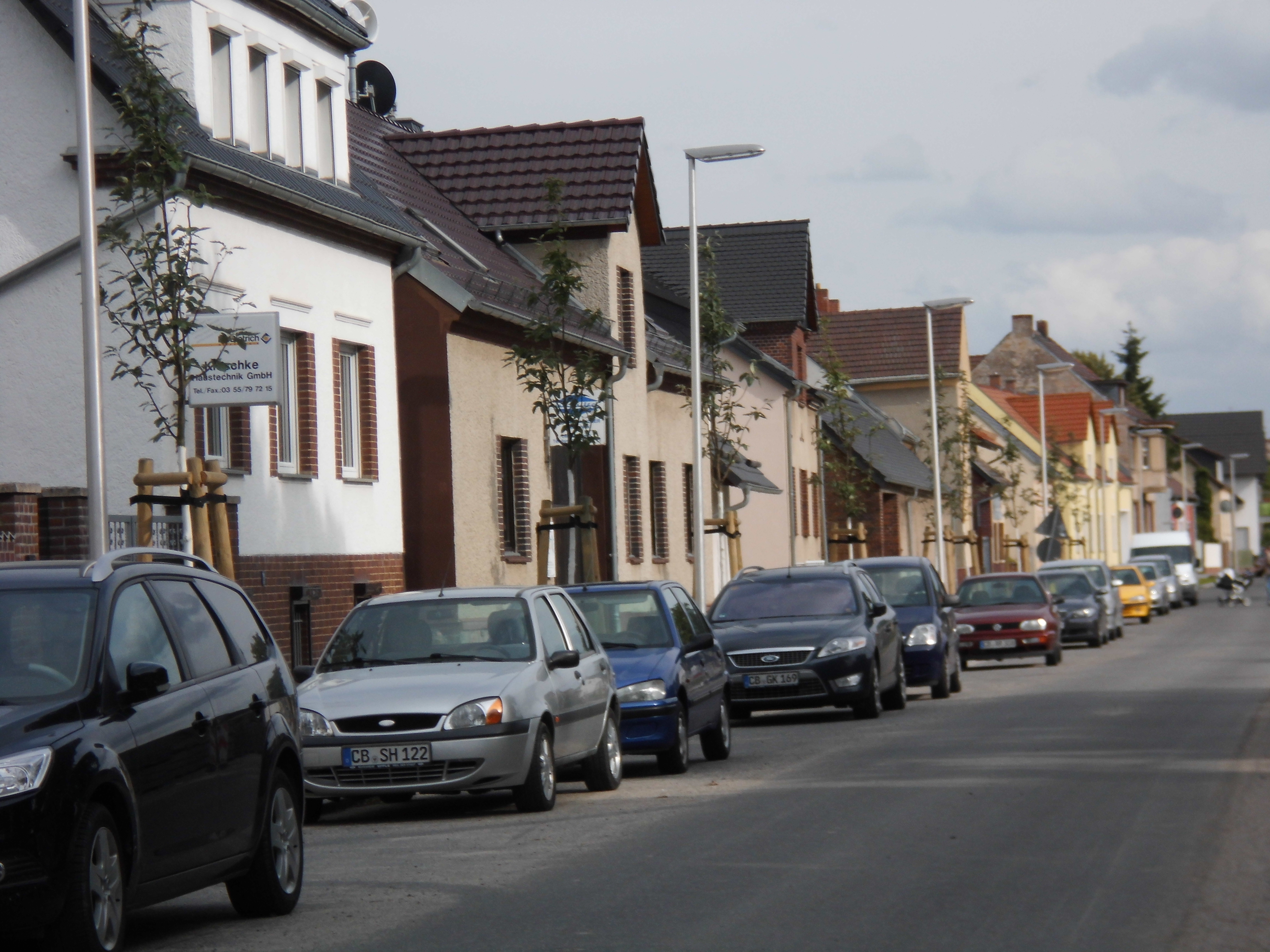
Hauptstraße in Ströbitz

Ströbitz, niedersorbisch Strobice, ist ein Ortsteil der kreisfreien Stadt Cottbus in Brandenburg. Bis zur Eingemeindung nach Cottbus am 1. Juli 1950 war Ströbitz eine eigenständige Gemeinde, in seinen heutigen Grenzen umfasst der Stadtteil neben der ehemaligen Gemeinde auch Teile der Gemarkung von Brunschwig sowie den westlichen Teil der Altstadt. Mit seinen 15.726 Einwohnern ist Ströbitz der größte Stadtteil von Cottbus (Stand Dez. 2022).

## Lage
Der Ortsteil Ströbitz liegt im westlichen Teil des Stadtgebietes von Cottbus. Das historische Ortszentrum liegt am Wilhelm-Nevoigt-Platz und entlang der Ströbitzer Hauptstraße. Im Westen grenzt Ströbitz an die Gemarkungen Kolkwitz und Zahsow der Gemeinde Kolkwitz im Landkreis Spree-Neiße, im Norden an die Cottbuser Ortsteile Sielow und Schmellwitz, im Osten an Cottbus-Mitte, im Süden an die Ortsteile Spremberger Vorstadt und Sachsendorf.
Die Eiszeit formte die Oberfläche der Niederlausitz. Ströbitz liegt am westlichen Rand eines flachen Bergrückens.

## Geschichte
Die erste urkundliche Erwähnung von Ströbitz stammt aus dem Jahr 1445. Die Bedeutung des niedersorbischen Namens von Ströbitz ist nicht endgültig geklärt. Der Sprachwissenschaftler und Slawist Reinhard E. Fischer führt den Namen Strowitz beziehungsweise Strobitz zurück auf Ort, wo Leute eines Mannes namens Strob wohnten. Nach dem Historischen Ortslexikon war die ursprüngliche Dorfform ein Platz- oder Straßendorf. Nach Heinrich soll Ströbitz dagegen ein Rundlingsdorf gewesen sein. Die Darstellung des alten Ortskerns im Urmesstischblatt Nr. 4251 Cottbus West von 1846 zeigt tatsächlich eine sackartige Bebauung nach Westen in Fortsetzung der heutigen Wilhelm-Nevoigt-Straße, sodass hier wohl die Annahme von Jürgen Heinrich zutrifft. Die Bebauung entlang der Ströbitzer Hauptstraße und damit das Straßendorf ist jüngeren Datums.

### Erste Besiedlung
Schon 5000 vor unserer Zeitrechnung zogen Jägergruppen durch das Gebiet, wie dies durch Funde von bearbeiteten Feuersteinen belegt ist. Eine erste dauerhafte Besiedlung erfolgte spätestens um 1000 vor unserer Zeitrechnung (Billendorfer Kultur). 2007 gab es bei Ausgrabungen auf dem ehemaligen Straßenbahndepot erneut Funde von Topfscherben aus der Zeit der Billendorfer Kultur. Es folgten germanische Stämme und im 7. Jahrhundert slawische Stämme.
Die ursprüngliche Rundling-Siedlung im Bereich des Nevoigtplatzes bestand aus mindestens 10 Häusern. Alle Giebel zeigten zur Dorfmitte. Bis heute ist diese Anordnung zu erkennen. Der Zugang lag wahrscheinlich im Osten, etwa im Verlauf der Ernst-Barlach-Straße/Wilhelm-Nevoigt-Straße. Rundling gelten jedoch nicht mehr als eine ursprünglich slawische Siedlungsform, sondern als frühe Plansiedlungen in slawischen Gebieten unter deutscher Oberherrschaft.
Durch Eroberungszüge unter Otto I. entstand die Ostmark mit der Lausitz. Deutsche Bauern siedelten sich ab etwa 1200 in diesem Gebiet an. Das war ein friedlicher Prozess, bei dem die wendischen Dörfer bestehen blieben. Die wendische Bevölkerung in den Dörfern der Cottbuser Gegend wurde meist nur in geringem Maße von deutschen Einwanderern durchdrungen. Ströbitz blieb bis Mitte des 19. Jahrhunderts fast ausschließlich wendischsprachig (586 von 637 Einwohnern waren wendischsprachig = 92 %).
Die Mark Lausitz (= spätere Niederlausitz) war bis Anfang des 14. Jahrhunderts im Besitz der Wettiner. In dieser Zeit bildete sich auch die kleine Herrschaft Cottbus innerhalb der Mark Lausitz heraus, zu der auch Ströbitz gehörte. Sie wurde in der ersten Hälfte des 15. Jahrhunderts in zwei Hälften geteilt. 1445 fiel zunächst die eine Hälfte der Herrschaft Cottbus, die dem Reinhard von Cottbus gehörte, an den Brandenburgischen Markgrafen Friedrich II., 1455 nach dem Tod des Luther von Cottbus auch die andere Hälfte. Ströbitz gehörte damals zur Hälfte des Reinhard von Cottbus.

### Mittelalterliche und frühneuzeitliche Geschichte
Der brandenburgische Markgraf Friedrich II. verfügte am 7. Juni 1452: Wir Fr. verleihen u. L. getr. Heinrich unde Caspar gebrudern unde Hannusen irem vettern ir bruder son dy Wilschkowitz genant und ihren Erben güter und Zinsen im Dorfe zu Smelwitz (Schmellwitz), zu Strowitz (Ströbitz) zu rechtem Mannlehen unde gesampter hant. geben zu Cottbus am mitwoch nach Trinitatis a. d. etc. L secundo.
Im Jahr 1462 verlieh Friedrich II. dem Apacz Molbach das Angefälle auf das Gericht in Groß Döbbern, das Dorf Lindchen und Geldzinsen zu Ströbitz. Die Güter hatte zu diesem Zeitpunkt noch die Witwe des Hans Ratkows als Leibgedinge inne; Hans Ratkow ist damit als Vorbesitzer anzunehmen. Vier Jahre später bestätigte Friedrich II. dem Siegmund von (dem) Berge Güter und Zinsen zu Schmellwitz, Ströbitz, Krieschow, Striesow, Dissen, Groß Gaglow, Klein Gaglow, ein Cottbuser Vorwerk, das er halb von Christoph von Loeben gekauft hatte und einen freien Hof in Cottbus als Leibgedinge für seine Frau Anna, die Tochter des Franz Zinnenberg sel. als Knechtlehen.
Im Jahr 1486 verlieh der brandenburgische Kurfürst Johann Cicero den Töchtern des Siegmund von dem Berge dessen Güter in Ströbitz, Krieschow, Dissen, Groß Gaglow, Klein Gaglow, die Abgaben eines Gärtners zu Brunschwig, eine Abgabe von zwei Hühnern zu Schadow, das Vorwerk vor der Stadt Cottbus mit den Wiesen, einen freien Hof in der Stadt Cottbus und sechs Scheffel Korn an Zins von einer Hufe, die an der Sylischen Straßen (Straße nach Sielow) lag, zu einem Knechtlehen. 1552 belehnte der brandenburgische Kurfürst Johann von Küstrin nach dem Tod von Melchior von Muschwitz zu Sielow dessen Brüder Johann, Bernhard und Heinrich von Muschwitz zur gesamten Hand u. a. mit etlichen Abgaben und Hebungen in den Dörfern Ströbitz, Klein Lieskow, Schmellwitz und Dissen. Die genannten Güter hatte Heinrich von Muschwitz von Johann Borschwitz zu Gulben gekauft.
Für das Jahr 1635 verzeichnete Ströbitz 40 Bauernhufen (Zahl der Bauern wird aber nicht genannt) und 15 Gärtner, vier Bauernhufen waren wüst. Die Zerstörungen und Bevölkerungsverluste des Dreißigjährigen Krieges waren in Ströbitz doch vergleichsweise gering. Bereits 1652 war Ströbitz (überwiegend) Kämmereidorf der Stadt Cottbus und war fast vollständig wieder besetzt. Drei Hüfner mit je einer Hufe und ein Zweihufenbauer waren Untertanen des Amtes Cottbus. 43 Wirte sind namentlich genannt, und fast alle sind auch in Ströbitz geboren. Insgesamt gab es acht Zweihufengüter, eines davon war wüst, wurde aber vom Rat der Stadt und den Gärtnern des Ortes bestellt. Weiter hatten drei Bauern (inkl. Schulze) je 1½ Hufen, und 17 Bauern je eine Hufe. Von den insgesamt zehn Gärtnern hatten fünf Gärtner Acker zu ½ Hufe, fünf Gärtner hatten keinen Acker. Insgesamt gab es acht Büdnerstellen, drei Büdner-Stellen war wüst. Auf einer wüsten Büdnerstelle saß aber der Schweinehirt der Gemeinde. Insgesamt hatte der Ort somit 40 Hufen, fünf Hufen zinsten zum Amt Cottbus 35 Hufen zur Kämmerei der Stadt Cottbus. Somit waren also nur drei Stellen unbesetzt.
1718/19 sind es weiterhin 40 Hufen, davon 35 Bauernhufen, die von 30 Bauern bewirtschaftet wurden und 4 2/3 Hufen, die von Kossäten bearbeitet wurden. Insgesamt gab es 14 Kossäten oder Gärtner und acht Büdner im Ort. Zum Amt Cottbus gehörten damals fünf Bauern mit je einer Hufe und ein Gärtner mit einer halben Hufe. Der Boden der Gemeinde wurde damals in Zweifelderwirtschaft bestellt und jährlich besät. Im Jahr 1725 gab es in Ströbitz einen Großbrand, bei dem zahlreiche Gehöfte abbrannten. 1785 brannten erneut 10 Gehöfte nieder.
Zwischen 1772 und 1774 musste die Ziegelscheune bei Ströbitz bereits wieder repariert und erneuert werden. Sie muss also schon geraume Zeit vorher eingerichtet worden sein. Im Schmettauschen Kartenwerk steht der Begriff Ziegeley direkt unter dem Ortsnamen. Die Ziegelei lag also vermutlich in unmittelbarer Nähe des Dorfes. 1779 und 1781 protestierten die Einwohner von Ströbitz gegen die Verlegung der Kämmereiziegelei auf die Feldmark ihres Dorfes. Im Schmettauschen Kartenwerk von 1767/87 ist die Alte Stadziegeley östlich des Ortskerns verzeichnet. Ärger mit der Kämmerei hatten die Ströbitzer auch 1783 wegen der vom Magistrat veranlassten Torfgräberei auf den von ihnen als Weide genutzten Wiesen am Prior-Fließ.
Am 3. Januar 1796 brannte es in Ströbitz erneut. Insgesamt brannten 58 Häuser ab. Die Gemeinde ersuchte um Herabsetzung von zu zahlenden Getreideabgaben an die Kämmerei.

### Neuzeitliche Geschichte bis heute
Im Jahr 1802 wurde das erste Schulgebäude erbaut. An der Schule unterrichtete ein Lehrer. Die Schule wurde nur von der Gemeinde unterhalten. Bratring zählte bei der Bevölkerungserhebung von 1809 in Ströbitz 23 Ganzbauern, 20 Halbkossäten, 5 Kossäten und 12 Büdner. Außerdem gehörte eine Ziegelei zum Ort. Die im Ort gezählten 64 Wohnhäuser hatten 328 Bewohner. Außerdem sind Gute Torflager vermerkt, ob sie genutzt wurden lässt sich daraus nicht entnehmen. Die Abgaben der Dörfler ging an die Kämmerei in Cottbus und das Amt Cottbus. Bratring gibt insgesamt 64 Hufen an. Es ist unklar, wo die Ziegelei lag. Auf dem Urmesstischblatt Cottbus West von 1846 ist keine Ziegelei (mehr) eingezeichnet.
Im Jahr 1816 wurde Ströbitz erneut von einem Großbrand heimgesucht. 1818 standen bereits 32 Häuser in Ströbitz, ein Jahr später gehörten zum Amt Cottbus neun Bauern und ein Kossät. 1840 waren es bereits 106 Wohnhäuser.

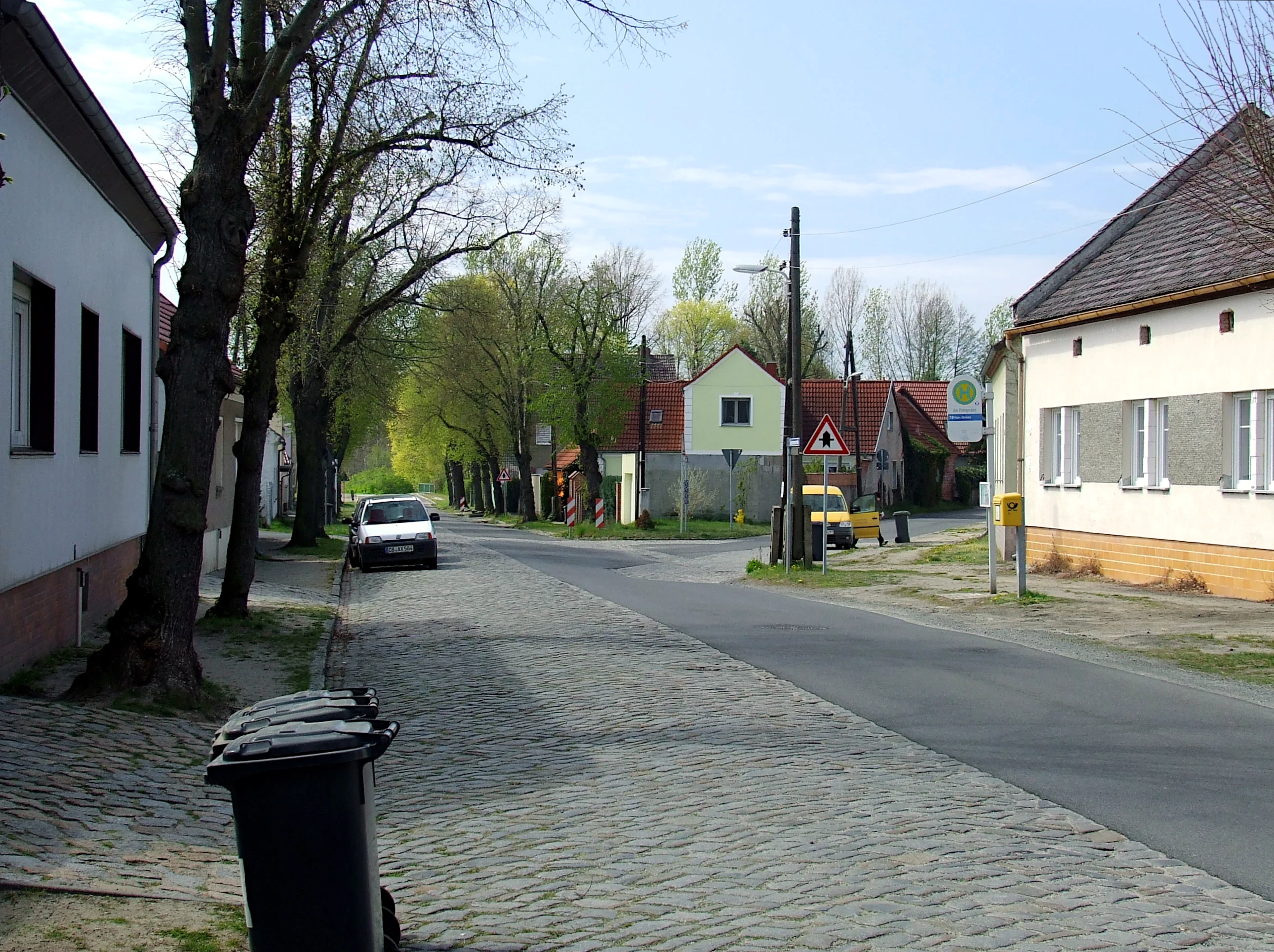
Wohnplatz Klein Ströbitz/Strobick südlich der Bahntrasse.

1852 wurde am Priorfließ nördlich des Steinteichs eine Spinnfabrik aufgebaut. Das Urmesstischblatt von 1846 verzeichnet hier die Buden v. Ströbitz. 1864 wurden schon 122 Wohnhäuser gezählt; die Einwohnerzahl stieg 755. Das Topographisch-statistische Handbuch des Regierungs-Bezirks Frankfurt a. O. von 1867 beschreibt Ströbitz als Dorf mit 5 ausgebauten Gehöften und 28 dergl. in Neu-Ströbitz, 1 Spinnfabrik zur Stadt Cottbus. Der Wohnplatz Klein Ströbitz wurde also zuerst auch Neu Ströbitz genannt. Seit dem Bau der Eisenbahnlinie Berlin – Görlitz 1866/1867 und im Verlauf der Industrialisierung nahm das Dorf Ströbitz vorstädtische Züge an. Das Schienengelände des Cottbuser Bahnhofs erstreckte sich bis auf die Ströbitzer Gemarkung.

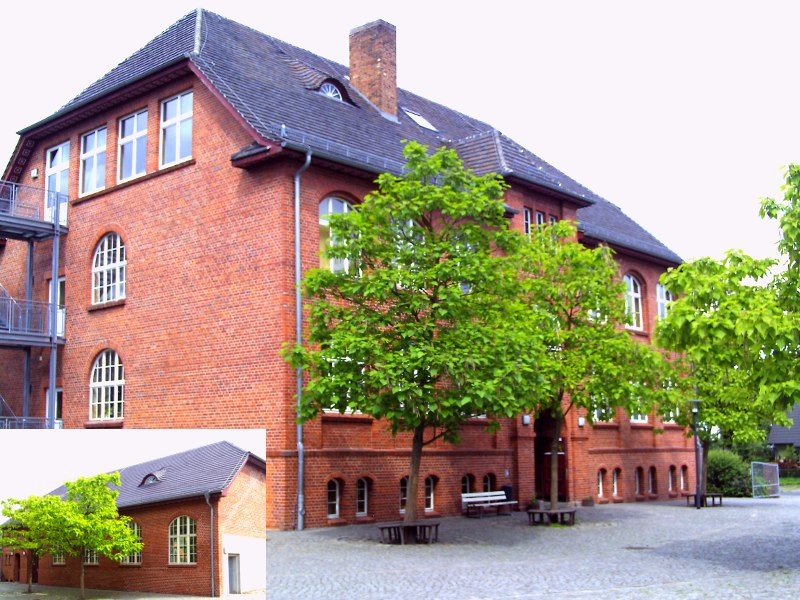
Dorfschule Ströbitz, heute Evangelische Gottfried-Forck-Grundschule

Um 1900 hatte die Gemarkung eine Größe von 831 ha. Am 5. Januar 1907 wurde in Ströbitz offiziell eine Freiwillige Feuerwehr gegründet, nachdem es zuvor in einer örtlichen Gaststätte zu einem Großbrand gekommen war. Die Schule erhielt 1912 ein neues Schulgebäude. Im Jahr 1934 wurde auf der Gemarkung Ströbitz der Goldfund von Cottbus gemacht.
Mit der Eingemeindung von Ströbitz in die Stadt Cottbus am 1. Juli 1950 endet die eigenständige Geschichte von Ströbitz. Der Stadtteil Ströbitz umfasst in seinen aktuellen Grenzen auch einen Teil der ehemaligen Gemeinde Brunschwig, der bereits vor 1950 zu Cottbus gehörte. 1992 gründete sich der Ströbitzer Bürgerverein. Die wendische Trachtentanzgruppe präsentierte sich auch international. Der SV Wacker Ströbitz blickt auf eine hundertjährige Tradition zurück. Das rege Vereinsleben spiegelt sich auch bei jährlich stattfindenden Festen (zum Beispiel Erntefest) wider.

### Bevölkerungsentwicklung
| Jahr      | 1783 | 1798 | 1818 | 1846 | 1864 | 1875 | 1890  | 1900  | 1910  | 1925  | 1939  | 1946  |
| Einwohner | 336  | 328  | 383  | 630  | 755  | 939  | 1.885 | 2.463 | 4.451 | 4.758 | 4.773 | 5.306 |

### Kommunale Geschichte
Ströbitz gehörte im 18. Jahrhundert zum Cottbusischen Kreis der Neumark der Mark Brandenburg. Nach der Niederlage der preußischen Truppen 1806 gegen die Napoleonischen Truppen und dem Frieden von Tilsit musste Preußen 1807 den Cottbusischen Kreis an das Königreich Sachsen abtreten. 1813 wurde der Cottbusische Kreis von Preußen wieder besetzt und im September 1813 die preußischen Verwaltungsstrukturen wieder eingeführt. Völkerrechtsverbindlich kam der Cottbusische Kreis zusammen mit der restlichen sächsischen Niederlausitz erst nach dem Wiener Kongress im Mai 1815 wieder an Preußen. In der Kreisreform von 1816 blieb Ströbitz im Kreis Cottbus. Auch nach einer ersten Kreisreform im Jahr 1950 in der DDR blieb Ströbitz im Landkreis Cottbus und wurde in die Stadt Cottbus eingemeindet. Bei der Gebietsreform 1952 wurde ein neuer Kreis Cottbus gebildet, aus dem die Stadt Cottbus zwei Jahre später als neuer Stadtkreis herausgelöst wurde. Der Rest-Kreis wurde danach in Kreis Cottbus-Land umbenannt.

### Kirchliche Geschichte
1806 und 1864 waren die evangelischen Bewohner in die Klosterkirche in Cottbus eingepfarrt.

## Verkehr
Ströbitz liegt an der Landesstraße 49 von Lübben über Cottbus nach Forst. Der Stadtteil wird von der Straßenbahnlinie 3 der Cottbusverkehr GmbH erschlossen.

## Denkmäler und Sehenswürdigkeiten

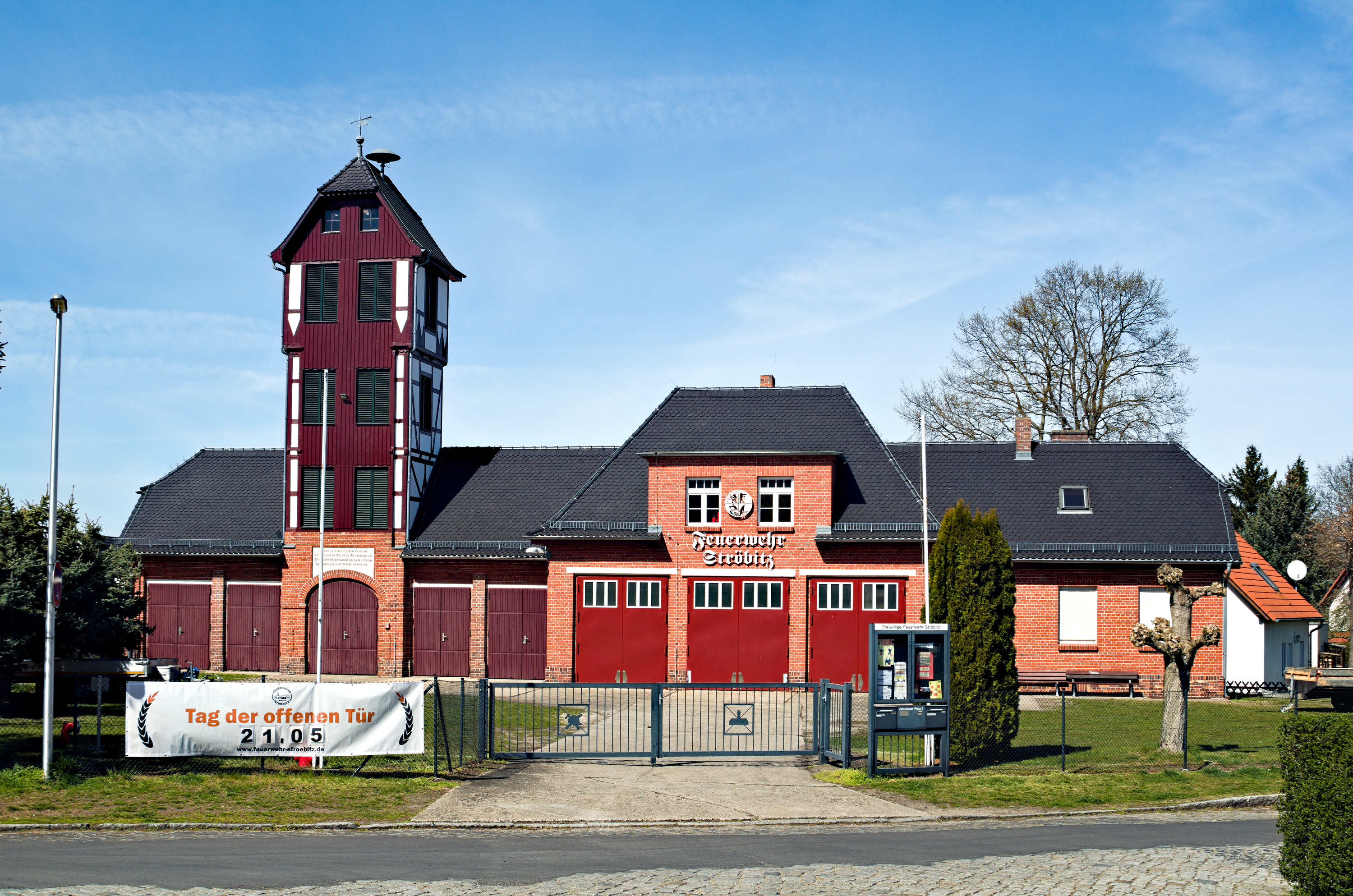
Feuerwache in Ströbitz

Die Denkmalliste des Landes Brandenburg für die Stadt Cottbus verzeichnet für Ströbitz fünf Baudenkmale:
- Nr. 09100194 Burger Chaussee, Charlettstraße, Levinestraße: Flugplatz Cottbus-Nord (teilw.)
- Nr. 09100161 Sachsendorfer Straße: Alter Lokomotivschuppen
- Nr. 09100235 Ströbitzer Schulstraße 42: Gemeindeschule mit Turnhalle und Einfriedung
- Nr. 09100293 Vetschauer Platz 6: Feuerwache Ströbitz
- Nr. 09100155 Wilhelm-Nevoigt-Platz: Ehrenmal für die Opfer des Ersten Weltkriegs, auf dem einstigen Ströbitzer Anger

## Persönlichkeiten
- Annemarie Hummel (1931–1999), Schauspielerin
- Otto Merker (1934–2018), Historiker und Archivar
- Horst Mittelstaedt (1922–2023), Staatssekretär
- Werner Möhl (1927–2013), Landrat
- Peter Kothe (1939–2015), Bühnenbildner und Buchillustrator
- Dietrich Stein (1938–2024), Bauingenieur und Hochschullehrer